# Doğu (Pendik)
Doğu est un quartier du district de Pendik de la métropole d'Istanbul.